# Pascal Triebel
Pascal Triebel, nacido el 9 de junio de 1966, es un ciclista luxemburgués ya retirado que fue especialista del Ciclocrós aunque también tuvo victorias en Ruta

## Palmarés

### Ruta
1989
- Campeonato de Luxemburgo en Ruta

1995
- Memorial Philippe Van Coningsloo

1996
- 1 etapa de la Flèche du Sud

2003
- 2.º en el Campeonato de Luxemburgo Contrarreloj

2004
- 2.º en el Campeonato de Luxemburgo Contrarreloj

2005
- 2.º en el Campeonato de Luxemburgo Contrarreloj
- Gran Premio François-Faber

### Ciclocrós
| 1985 - 3.º en el Campeonato de Luxemburgo en Ciclocrós 1990 - 3.º en el Campeonato de Luxemburgo en Ciclocrós 1993 - 3.º en el Campeonato de Luxemburgo en Ciclocrós 1994 - Campeonato de Luxemburgo en Ciclocrós 1995 - Campeonato de Luxemburgo en Ciclocrós 1996 - Campeonato de Luxemburgo en Ciclocrós 1997 - Campeonato de Luxemburgo en Ciclocrós 1998 - Campeonato de Luxemburgo en Ciclocrós 2000 - Campeonato de Luxemburgo en Ciclocrós | 2001 - Campeonato de Luxemburgo en Ciclocrós 2002 - Campeonato de Luxemburgo en Ciclocrós 2003 - 2.º en el Campeonato de Luxemburgo en Ciclocrós 2004 - 2.º en el Campeonato de Luxemburgo en Ciclocrós 2005 - 3.º en el Campeonato de Luxemburgo en Ciclocrós 2006 - 3.º en el Campeonato de Luxemburgo en Ciclocrós 2007 - 2.º en el Campeonato de Luxemburgo en Ciclocrós 2008 - 3.º en el Campeonato de Luxemburgo en Ciclocrós 2012 - 3.º en el Campeonato de Luxemburgo en Ciclocrós |